# Vivian Woodward
Vivian John Woodward (ur. 3 czerwca 1879 w Londynie, zm. 31 stycznia 1954 tamże) – angielski piłkarz, reprezentant kraju, dwukrotny złoty medalista olimpijski.
Początkowo występował w Clacton Town, w którego barwach swój pierwszy mecz rozegrał 14 grudnia 1995 roku. W 1901 został zawodnikiem Tottenhamu Hotspur. W nowym zespole występował przez osiem następnych lat. 1 września 1908 roku uczestniczył w pierwszym spotkaniu londyńskiej drużyny w Second Division z Wolverhampton Wanderers, w którym strzelił dwa gole. Rok później zdobył pierwszą bramkę dla Tottenhamu w First Division. W latach 1909–1915 był graczem Chelsea – rozegrał w jej barwach łącznie 116 meczów i strzelił 34 gole. Ponadto pełnił funkcję kapitana londyńskiego zespołu.
W reprezentacji Anglii zadebiutował 14 lutego 1903 roku w meczu z Irlandią, w którym strzelił dwa gole. Łącznie w angielskiej kadrze rozegrał 23 spotkania i zdobył 29 bramek – strzelił m.in. cztery gole w pojedynkach z Austrią (1908) i Węgrami (1909), a także trzy w meczach z Walią (1908) i Austrią (1909). Zajmuje ósme miejsce w klasyfikacji najlepszych strzelców reprezentacji Anglii.
W latach 1906–1914 występował także w amatorskiej reprezentacji Anglii – w 30 meczach strzelił 44 gole, m.in. zdobył sześć bramek w spotkaniu z Holandią w 1909 roku. Uczestniczył również w igrzyskach olimpijskich w 1908 i 1912, w których był kapitanem reprezentacji, zaś Wielka Brytania dwukrotnie wywalczyła złoty medal. W turnieju w Londynie (1908) wystąpił w trzech pojedynkach i strzelił trzy bramki – m.in. jedną w wygranym 2:0 finałowym meczu z Danią. Cztery lata później w igrzyskach w Sztokholmie zagrał w trzech spotkaniach i zdobył jednego gola.